# Gare de Hie
La gare de Hie (比延駅, Hie-eki) est une gare ferroviaire localisée dans la ville de Nishiwaki, dans la préfecture de Hyōgo au Japon. La gare est exploitée par la compagnie JR West, sur la Ligne Kakogawa.

## Service des voyageurs

### Accueil
La gare de Hie est une gare disposant d'un quai et d'une voie.
| N° de voie | Ligne      | Direction         |
| ---------- | ---------- | ----------------- |
| 1          | ▆ Kakogawa | Kakogawa/Tanikawa |

### Desserte
| JR West            |                   |                   |                   |                    |
| Direction Kakogawa | Ligne de Kakogawa | Ligne de Kakogawa | Ligne de Kakogawa | Direction Tanikawa |
| Shin-Nishiwaki     |                   | Local 普通        |                   | Nihonhesokōen      |